# Лаплас, Сирил Пьер Теодор
Сирил Пьер Теодор Лаплас (7 ноября 1793 — 24 января 1875) — французский морской офицер, мореплаватель, путешественник-исследователь. Вице-адмирал.
Внёс большой вклад в возникновении французской торговли в Тихом океане и сыграл важную роль в становлении Гавайской католической церкви.

## Биография
Родился в море.
В шестнадцать лет поступил на службу в ВМФ Франции, в составе которого принимал участие в морских сражениях в Индийском и Атлантическом океанах, боях в Вест-Индии.
В 1812 году получил звание энсина, в 1819 — лейтенант флота, с 1828 года командовал корветом. В 1830 году в чине коммандера отправлен в кругосветное путешествие на корвете La Favorite (1830—1832) с научной (гидрографические обследования) и торговой миссиями.
Покинув Тулон, экспедиция побывала в Индии, Юго-Восточной Азии, Австралии и Новой Зеландии, пересекла Тихий океан, посетила Чили, обогнула мыс Горн, затем прошла вдоль побережья Бразилии. После пересечения Атлантики Лаплас с командой вернулся во Францию.
По возвращении в 1834 году Лапласу было присвоено звание капитана.

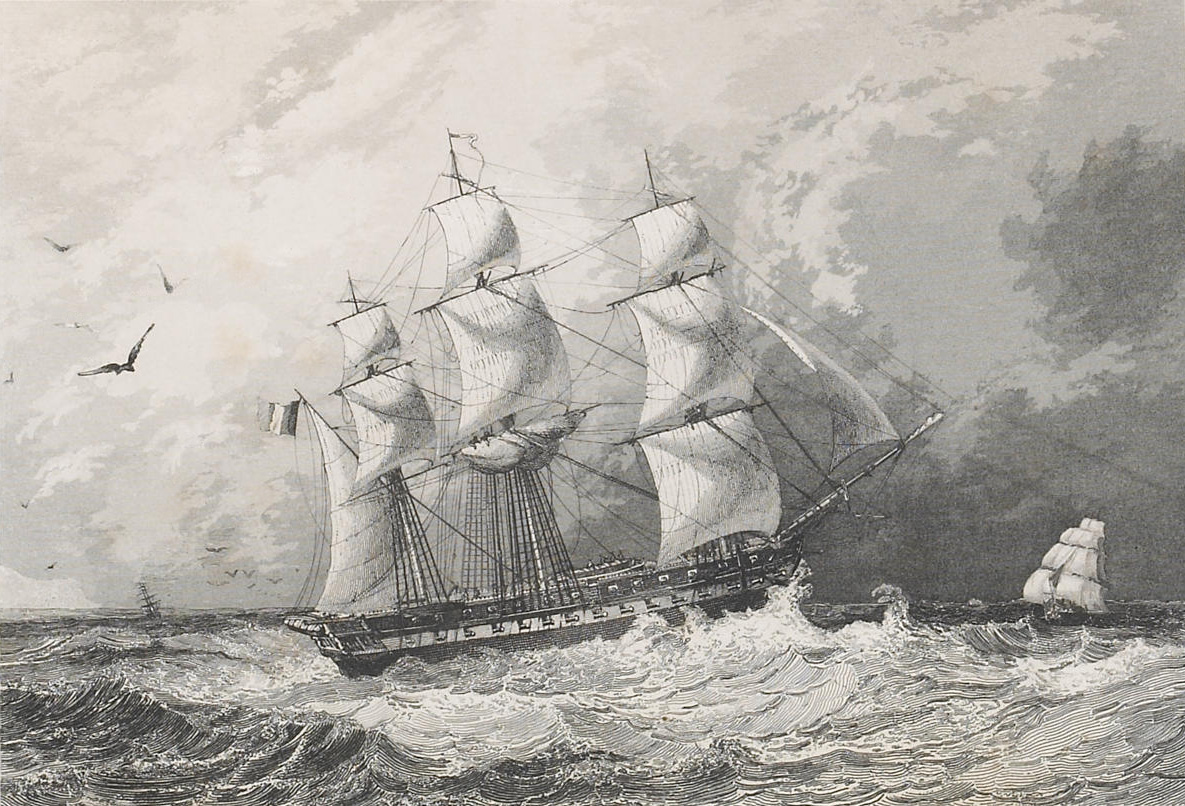
Фрегат L’Artémise

В 1837—1840 годах он совершил второе кругосветное плаванье на фрегате L’Artémise.
В 1839 году участвовал в военном вмешательстве Французской монархии против Королевства Гавайи. К концу 1820-х годов протестантские проповедники смогли убедить Каауману объявить незаконным католицизм и изгнать с островов священников-католиков (французов по национальности). Это вызвало очень серьёзное недовольство Франции, направившей в 1839 году на Гавайи военный корабль под руководством капитана Сирила Лапласа, задачей которого было раз и навсегда объяснить островитянам, что не стоит навлекать на себя гнев европейских держав. Лаплас с заданием справился, результатом его экспедиции стала выплата Франции денежной компенсации за изгнание католиков и принятие закона о веротерпимости. Камеамеа III даже подарил католикам землю для строительства церкви.
В июле 1841 года ему присвоено звание контр-адмирала. С 1844 по 1847 г. командовал морскими силами Франции в Вест-Индии, затем в 1848 году был назначен префектом морского района в Рошфоре. С 1857 г. состоял морским префектом в Бресте.
В конце жизни был избран президентом Географического общества. Закончил свою карьеру в ранге вице-адмирала (1853).
По итогам двух своих кругосветных путешествий опубликовал книги «Voyage autour du monde» (Париж, 1833—35 и 1839) и «Campagne de circumnavigation de la frégate l’Artémise» (Париж 1840—53).

## Награды
- Кавалер Ордена Святого Людовика (1825)
- Великий офицер Ордена Почётного легиона (1833)